# Пятихатки (Полтавская область)
Пятихатки (укр. П'ятихатки) — село,
Ракитненский сельский совет,
Кременчугский район,
Полтавская область,
Украина.
Код КОАТУУ — 5322485103. Население по переписи 2001 года составляло 467 человек.

## Географическое положение
Село Пятихатки находится на расстоянии в 1,5 км от села Ракитное и в 3-х км от города Кременчуг.

## История
Есть на карте 1869 года как хутор без названия.

## Экология
- В 1,5 км от села находится Кременчугский нефтеперерабатывающий завод.